# Louis-Jean Marie
Louis-Jean Marie, né le 18 mai 1783 à Étables-sur-Mer (Province de Bretagne) et mort le 5 novembre 1853 à Saint-Brieuc (Côtes-du-Nord), est un homme politique français.

## Biographie
Armateur à Saint-Brieuc, il représente les Côtes-du-Nord à l'Assemblée constituante de 1848 à 1849, siégeant avec les républicains modérés. Il n'est pas réélu et reprend dans la cité briochine ses activités professionnelles.
De 1849 à 1852, il est aussi maire de Binic.